# Express Yourself
Express Yourself is een lied van Madonna, de tweede single van haar album Like a Prayer (1989). Het nummer haalde in de top 40 de nummer 5 positie, en was een nummer 2-hit in Amerika.

## Achtergrondinformatie
In Express Yourself verspreidt Madonna voor het eerst duidelijk een van haar belangrijkste boodschappen: neem geen genoegen met minder dan het allerbeste, en kom uit voor je mening.
Express Yourself diende als openingsnummer tijdens de Blond Ambition Tour uit 1990. Tijdens haar Girlie Show (1993) zong ze het liedje in het disco-gedeelte. Gekleed in typisch jaren 70 outfit en zittend op een discobal luidde ze dit gedeelte van de show in. Tijdens haar Re-Invention Tour (2004) bracht ze het lied ten gehore tijdens het militaire gedeelte van de show.

## Videoclip
Op moment van verschijnen in 1989 was de videoclip bij Express Yourself de duurste aller tijden. De clip is geregisseerd door David Fincher, die later ook nog de clips voor Oh Father en Vogue zou regisseren.
De sfeer van de video is gebaseerd op de klassieke film Metropolis, en de clip wordt afgesloten met een citaat uit diezelfde film: Without the heart, there can be no understanding between the hand and the mind.
De video laat Madonna onder andere zien met een ketting om haar nek en handboeien om, terwijl ze op het bed vastgemaakt ligt. Hierop zei Madonna in een interview "I was chained to my desire, and no one put the chains around my neck, except me," waarmee ze duidelijk wil maken dat ze haar eigen gang gaat, zonder iets aan te trekken van wat de wereld van haar wil. Een ander thema van de videoclip was feminisme.